# Brithombar

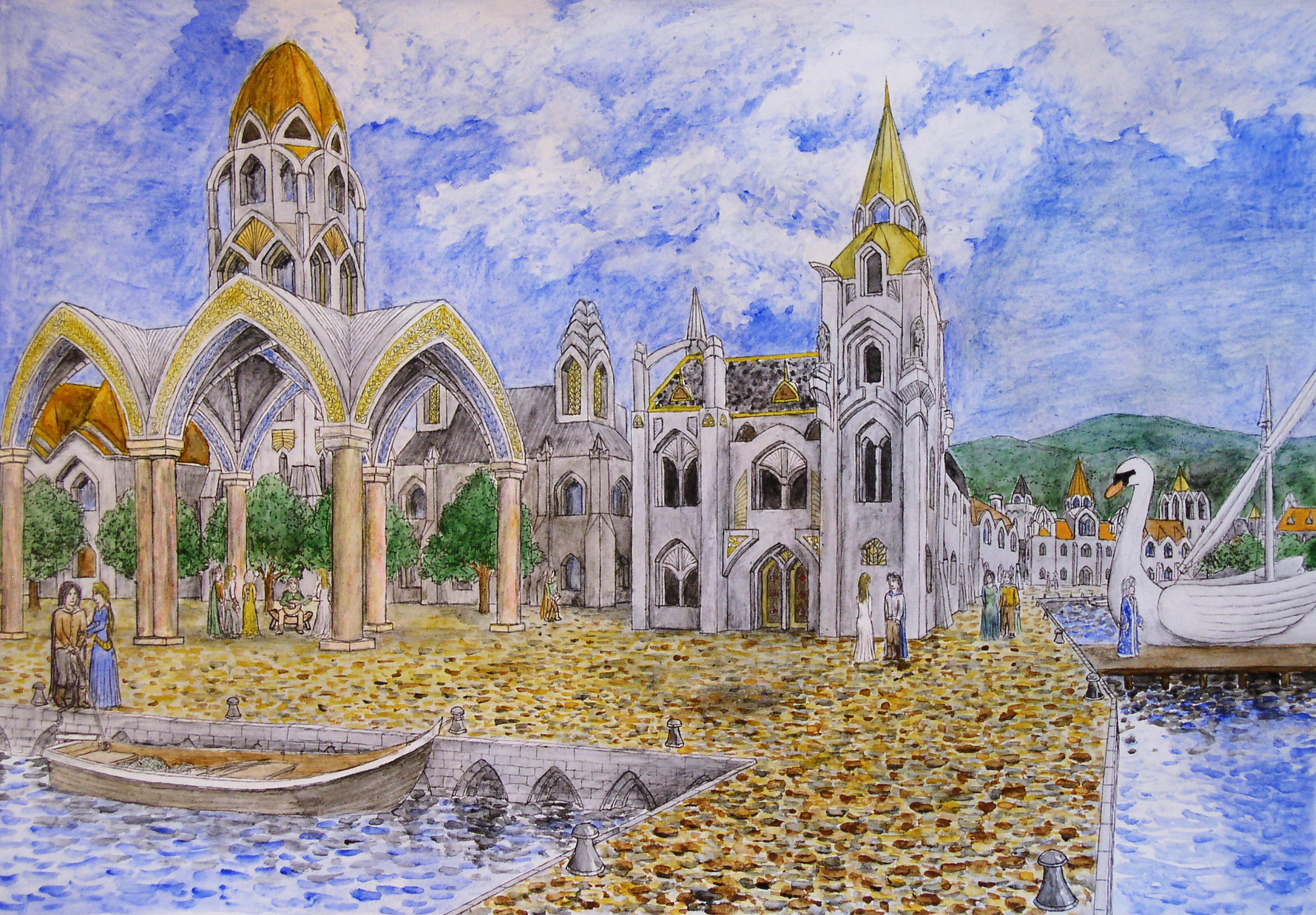
Brithombar

Brithombar was een havenstad die voorkomt in J.R.R. Tolkiens Silmarillion. De stad was gelegen in het land Falas, in Beleriand, aan de zee Belegaer. De rivier de Brithon stroomde er ten westen langs en niet ver naar het oosten lag de andere havenstad van Falas; Eglarest.
Brithombar werd gebouwd gedurende de Eerste Era. Toen de Elfen de grote oversteek wilde maken naar Aman bleef een gedeelte van de Teleri, wachtend op hun leider Elwë, achter in Midden-aarde. Círdan leidde hen. Tijdens de tweede slag in Midden-aarde, de Dagor-nuin-Giliath, belegerde Morgoth de havens van de Falas, maar zijn legers werden verslagen door Celegorm.
Vele jaren later zouden de Noldor, onder leiding van Finrod, helpen met een grootse verbouwing van Brithombar en Eglarest. Zo stonden de grootse havens een lange tijd. Doch in de nasleep van de Slag van Ongetelde Tranen stuurde Morgoth opnieuw een groot leger naar Falas en ditmaal wist hij de havens wel te vernietigen. De Elfen die er woonden, vermaard om hun scheepsbouwkunsten, wisten gedeeltelijk te ontsnappen naar het eiland Balar.